# Liste der Fürsten von Kiew
Die Liste führt die Fürsten und Großfürsten von Kiew auf.

## Fürsten von Kiew
- Askold und Dir

- Oleg, 879–912
- Igor, 912–945
- Olga, 945–962 (Regentin)
- Swjatoslaw I., 962–972

## Großfürsten von Kiew
- Jaropolk I., 972–980
- Wladimir I. der Große, 980–1015
- Swjatopolk I., 1015–1019
- Jaroslaw I. der Weise, 1019–1054
- Isjaslaw I., 1054–1068
- Wseslaw, 1068–1069
- Isjaslaw I., 1069–1073
- Swjatoslaw II., 1073–1076
- Isjaslaw I., 1076–1078
- Wsewolod I., 1078–1093
- Swjatopolk II., 1093–1113
- Wladimir II. Monomach, 1113–1125
- Mstislaw I., 1125–1132
- Jaropolk II., 1132–1139
- Wjatscheslaw I., 1139
- Wsewolod II., 1139–1146
- Igor II., 1146
- Isjaslaw II., 1146–1149
- Juri Dolgoruki, 1149–1151
- Wjatscheslaw I., 1150
- Isjaslaw II., 1150
- Juri Dolgoruki, 1150–1151
- Isjaslaw II., 1151–1154
- Wjatscheslaw I., 1151–1154
- Rostislaw I., 1154
- Isjaslaw III., 1154–1155
- Juri Dolgoruki, 1155–1157
- Isjaslaw III., 1157–1158
- Rostislaw I., 1159–1162
- Isjaslaw III., 1162
- Rostislaw I., 1162–1167
- Wladimir, 1167
- Mstislaw II., 1167–1169
- Gleb, 1169
- Mstislaw II., 1169–1170
- Gleb, 1170–1171
- Wladimir, 1171
- Roman, 1171–1173
- Wsewolod, 1173
- Rjurik, 1173
- Jaroslaw, 1174
- Swjatoslaw, 1174
- Jaroslaw, 1175
- Roman, 1175–1177
- Swjatoslaw, 1177–1180
- Rjurik, 1180–1181
- Swjatoslaw, 1181–1194
- Rjurik, 1194–1201
- Ingwar Jaroslawitsch, 1201–1203
- Rjurik, 1203
- Rostislaw II., 1203–1205
- Rjurik, 1206
- Wsewolod Tschermnyj, 1206–1207
- Rjurik, 1207–1210
- Wsewolod Tschermnyj, 1210–1214
- Ingwar, 1214
- Mstislaw, 1214–1223
- Wladimir, 1223–1235
- Isjaslaw, 1235–1236
- Jaroslaw II., 1236–1238
- Michael von Tschernigow, 1238–1239
- Rostislaw, 1239–1240
- Daniel Romanowitsch von Galizien, 1240–1241
- Michael von Tschernigow, 1241–1243
- Jaroslaw II., 1243–1246

## Fürsten von Kiew
- Alexander Newski, 1246–1263, Fürst von Nowgorod
- Jaroslaw III., 1264–1271, Sohn von Jaroslaw II.
- Lew von Galizien, 1271–1301, König von Galizien
- Wladimir Iwan, 1301
- Stanislaw, –1321
- Mindaugas Olszanski, 1321–1324
- Algimantas Olszanski, 1324–1331, Sohn von Mindaugas
- Fjodor, 1331–1362
- Wladimir, 1362–1395, Sohn von Algirdas, Großfürst von Litauen
- Skirgaila, 1395–1396, Großfürst von Litauen 1386–1392, Sohn von Algirdas
- Iwan Holszański, 1396–1399, Sohn von Algimantas
- Andrzej Holszański, ? – nach 1410, Sohn von Iwan
- Michał Holszański, 1422–1432, Sohn von Iwan
- Michael Boloban, 1432–1435, Sohn von Simeon
- Švitrigaila, 1432– um 1440
- Olelko, 1443–1454
- Simeon, 1454–1471, Sohn von Olelko